# Renia apicata
Renia apicata là một loài bướm đêm trong họ Noctuidae.